# پیتر اسپلاند
پیتر اسپلاند (انگلیسی: Peter Asplund؛ زادهٔ ۲۶ سپتامبر ۱۹۶۹) ترومپت، خوانندگی، آهنگ‌ساز اهل سوئد است. وی از سال ۱۹۹۰ میلادی تاکنون مشغول فعالیت بوده‌است.